# Phare de Cayo Guano del Este
Le phare de Cayo Guano del Este (en espagnol : Faro de Cayo Guano del Este) est un phare actif situé sur Cayo Guano del Este, dans la province spéciale de l'île de la Jeunesse, à Cuba.

## Histoire
Cayo Guano del Este est situé à l'extrême est de la chaîne de l'archipel des Canarreos.
Le premier phare a été mis en service en 1909. Il était identique au phare de Cayo Jutías. Le phare actuel, datant de 1970, est très inhabituel dans son design, il ressemble un peu à une fusée qui décolle. Il est situé à environ 100 km au sud-ouest de Cienfuegos et n'est accessible que par bateau. Le site est ouvert et le phare peut être visité par arrangement avec les gardiens.

## Description
Ce phare  est une tour cylindrique élancée avec cinq jambes à claire-voie, avec une galerie circulaire et une lanterne de 45 m de haut, sur un local technique circulaire. La tour est peinte en blanc avec des bandes rouges. Il émet, à une hauteur focale de 54 m, deux éclats blancs par période de 15 secondes. Sa portée est de 19 milles nautiques (environ 35 km).
Identifiant : ARLHS : CUB-001 ; CU-1006 - Amirauté : J5102 - NGA : 110-13536 .

### Lien connexe
- Liste des phares de Cuba